# Ali Khadivar
Ali Khadivar (persisch علی خدیور; * 11. November 1989 in Kish) ist ein iranischer Sprinter, der über 200 und 400 Meter an den Start geht.

## Sportliche Laufbahn
Erste Erfahrungen bei internationalen Meisterschaften sammelte Ali Khadivar bei den Islamic Solidarity Games 2017 in Baku, bei denen er in 45,92 s die Bronzemedaille über 400 Meter hinter dem Bahrainer Ali Khamis Khamis und Winston George aus Guyana gewann. Daraufhin nahm er an den Asienmeisterschaften in Bhubaneswar teil, erreichte über 200 Meter das Halbfinale, in dem er mit 21,28 s ausschied und belegte im Finale über 400 Meter in 46,95 s den siebten Platz. Anfang September wurde er bei den Asian Indoor & Martial Arts Games in Aşgabat mit 47,04 s Vierter über 400 Meter. 2018 nahm er an den Hallenasienmeisterschaften in Teheran teil und belegte dort in 47,57 s den fünften Platz über 400 Meter und gewann mit der iranischen 4-mal-400-Meter-Staffel mit neuem Landesrekord von 3:11,74 min die Bronzemedaille hinter den Teams aus Katar und Kasachstan. Kurz darauf stellte er in Istanbul mit 46,95 s einen neuen Hallenrekord über 400 Meter auf. Bei den Asienspielen in Jakarta konnte er seinen Vorlauf über 400 Meter nicht beenden.
2019 wurde Khadivar iranischer Meister im 200-Meter-Lauf im Freien sowie 2017 Hallenmeister über 400 Meter.

## Persönliche Bestzeiten
- 100 Meter: 10,38 s (+0,8 m/s), 25. Juni 2016 in Almaty
  - 60 Meter (Halle): 6,86 s, 25. Januar 2017 in Teheran
- 200 Meter: 20,79 s (+0,6 m/s), 5. Juli 2016 in Almaty
- 400 Meter: 45,64 s, 11. Juni 2017 in Erzurum (iranischer Rekord)
  - 400 Meter (Halle): 46,95 s, 18. Februar 2018 in Istanbul (iranischer Rekord)